# Interfax

Logo

Interfax (Russisch: Интерфакс) is een Russisch persbureau gevestigd in de hoofdstad Moskou, opgericht in 1989. Er werkten in 2023 meer dan 600 journalisten.
Interfax legt zich vooral toe op nieuws met betrekking tot Europa en Azië en heeft buiten Moskou kantoren in Londen, New York, Hongkong, Shanghai, Beijing, Denver, Warschau, Boedapest, Praag, Kiev, Minsk en Almaty.
Interfax, of Interfax Information Services Group in het Engels was het eerste persbureau in de Sovjet-Unie dat onafhankelijk van de staat opereerde. Thans is Interfax een van de drie grootste persbureaus in Rusland. De andere twee zijn ITAR-TASS, het belangrijkste persbureau van Rusland en RIA Novosti. Deze zijn in tegenstelling tot Interfax beide eigendom van de staat. Interfax is voor zijn inkomsten in aanzienlijke mate afhankelijk van bedrijfsleven en financiële wereld.
De publicaties zijn opgedeeld zowel per industrietak als per regio:
- naar industrie als "Interfax-AVN", "Interfax-AGI", "Interfax-AKI", "Interfax-ANI", "Interfax-Afi", "Interfax-Dealing", "Interfax-Telecom";
- volgens regio in Rusland: "Interfax-Centrum", "Interfax Noord-West", "Interfax-Wolga", "Interfax-Zuid", "Interfax-Oeral", "Interfax-Siberië", "Interfax-Verre Oosten";
- volgens regio buiten Rusland: "Interfax-Oekraïne", "Interfax-Westen", "Interfax-Kazachstan", "Interfax-Azerbeidzjan" en "Interfax-China".

Interfax heeft een partnerschap met ratingbureau Moody's onder de naam "Moody's Interfax Rating Agency". Dit ratingbureau neemt een leidende positie in op de Russische markt voor ratingdiensten.
Eind 2004 richtte Interfax samen met 's werelds grootste kredietbeoordelingsbureau Experian het bureau Interfax Experian op, dat nu een van de drie belangrijkste bureaus op dat gebied is in Rusland. Duizenden Russische bedrijven maken er gebruik van. Elk jaar publiceert de Russische Federale dienst voor de aandelenmarkten honderdduizenden berichten met betrekking tot het bedrijfsleven via het door hen erkende persbureau Interfax.
Interfax zou een 90% deelname in het Russische Finmarket hebben verworven.